# Myrioblephara nigrilinearia
Myrioblephara nigrilinearia là một loài bướm đêm trong họ Geometridae.